# Sissieretta Jones
Matilda Sissieretta Joyner Jones (Portsmouth, 5 gennaio 1868 o 1869 – Providence, 24 giugno 1933) è stata un soprano statunitense.

Poster della Black Patti (1899)

Fu soprannominata "The Black Patti" (lett. "La Patti nera"), in riferimento alla cantante lirica italiana Adelina Patti. 
Il suo repertorio comprendeva la grande opera, l'opera leggera e la musica popolare. Nel 2013 è stata inserita nella Rhode Island Music Hall of Fame.

## Biografia
Formatasi alla Providence Academy of Music e al New England Conservatory of Music, fece il suo debutto a New York nel 1888 alla Steinway Hall e quattro anni dopo si esibì alla Casa Bianca per il presidente Benjamin Harrison, arrivando a cantare per quattro presidenti statunitensi consecutivi e per la famiglia reale britannica.
Fece tournée, oltre che negli Stati Uniti, in Sud America, Australia, India, Africa meridionale ed Europa.
Divenuta l'artista afroamericana più pagata del suo tempo, fondò la Black Patti Troubadours (in seguito ribattezzata Black Patti Musical Comedy Company), uno spettacolo musicale e acrobatico composto da 40 giocolieri, comici, ballerini e un coro di 40 cantanti. Rimase la star dei Famous Troubadours per circa due decenni mentre la compagnia si affermava per popolarità nelle principali città degli Stati Uniti e del Canada.
La Jones si ritirò dalle esibizioni nel 1915.